# ヘルニアリン
ヘルニアリン(英: Herniarin)は、天然の有機化合物である。化学的には、クマリンのメトキシ誘導体、ウンベリフェロンのメチル誘導体である。コゴメビユや、ミヤマザクラ等のサクラ属のいくつかの種に含まれる。